# Сиппола, Вейкко
Калерво Куудес Вейкко Сиппола (фин. Kalervo Kuudes Veikko Sippola; 18 апреля 1887, Вааса — 9 марта 1955, Хельсинки) — финский предприниматель, фермер и военно-политический активист, активный участник гражданской войны 1918 на белой стороне. Командующий военной полицией Шюцкора в Ямсе. Активный проводник белого террора. Привлекался к суду за военные и уголовные преступления, но был амнистирован. Эмигрировал в США, проживал в Канаде, затем возвратился в Финляндию.

## Происхождение и бизнес
Родился в многодетной семье фермера и общественного деятеля Матти Сиппола, основателя первой в Финляндии молодёжной организации. Ахто Сиппола, брат Вейкко Сиппола, в начале 1930-х был активистом Лапуаского движения.
В ранней молодости Вейкко Сиппола работал в строительном бизнесе. По некоторым сведениям, конфликтовал с рабочими активистами, в результате чего проникся правыми антисоциалистическими убеждениями.
В 1914 приобрёл ферму в Кяркёля. Женился на дочери коммерсанта и землевладельца, однако спустя несколько лет развёлся.

## В гражданской войне
В гражданской войне 1918 Вейкко Сиппола сразу и решительно стал на сторону белых. Из контролируемого красными Хельсинки перебрался в Ямся и вступил в Охранный корпус. Возглавил в Ямсе батальонную разведку и военную полицию Шюцкора. Служил под началом известного белого командира Ханса Калма.
Вейкко Сиппола, его помощник Яльмари Саари и палач Йоханнес Фром (Руммин-Юсси) установили в Ямсе режим белого террора. Расправам подвергались не только коммунисты и социалисты, но и подозреваемые, а иногда случайные люди. Несколько десятков человек были расстреляны без суда, многие подвергнуты пыткам.
В марте 1918 Вейкко Сиппола был направлен на фронт. Участвовал в боях, в том числе в сражении за Тампере. Продолжал выполнять не только боевые, но и карательные функции.

## Война после войны
После войны Сиппола вернулся на ферму в Кяркёля. С июня 1918 командовал местным Охранным корпусом. Конфликтовал с соседями-фермерами. По ряду сведений, продолжал сведение политических счётов, обвинялся в убийстве бывших красногвардейцев. За эти действия в июле 1918 арестован (несмотря на то, что победу в гражданской войне одержали белые), но амнистирован на основании указа Пера Свинхувуда, изданного в декабре 1918.
С осени 1918 Вейкко Сиппола участвовал в «братских войнах» — Эстонской войне за независимость и Олонецкой экспедиции (под началом Пааво Талвела).

## Эмиграция
В конце 1919 Сиппола, опасаясь очередного ареста, покинул Финляндию и по подложным документам эмигрировал в США. Жил в Сан-Франциско, работал строителем, заключил повторный брак с финской эмигранткой. Конфликтовал с финскими эмигрантами левых взглядов.
В 1926 Сиппола был арестован американской полицией за незаконный въезд в США. Освободившись, он перебрался в Канаду и поселился в Грейтер-Садбери. Однако и в Канаде у него завязались конфликты с красными соотечественниками.

## Возвращение
В 1930 Вейкко Сиппола возвратился в Финляндию. На следующий год он снова предстал перед судом по обвинению в военных и уголовных преступлениях, но снова был амнистирован на основании указа Свинхувуда.
Обосновался в Хельсинки, женился в третий раз. Состоял в крайне правых организациях ветеранов гражданской войны.
Скончался при не вполне ясных обстоятельствах в возрасте 67 лет. Существуют предположения, что смерть Вейкко Сиппола была связана с нелегальным бизнесом, однако чётких подтверждений такой версии нет.